# Marchen mod Rom
Marchen mod Rom (italiensk: Marcia su Roma) var en organiseret massedemonstration i oktober 1922, som resulterede i Benito Mussolinis Nationale Fascistiske Partis (italiensk: Partito Nazionale Fascista, PNF) magtovertagelse i Kongeriget Italien. I slutningen af oktober 1922 planlagde Fascistpartiets ledere en march mod hovedstaden, Rom. Den 28. oktober nærmede de fascistiske demonstranter og sortskjortede paramilitære styrker sig Rom. Premierminister Luigi Facta ønskede at erklære undtagelsestilstand, men dette blev omstødt af kong Victor Emanuel III, som – af frygt for blodsudgydelser – overtalte Facta til at træde tilbage ved at true med at abdicere. Den 30. oktober 1922 udnævnte kongen Mussolini til premierminister og overdrog derved den politiske magt til fascisterne uden væbnet konflikt. Den 31. oktober paradere de fascistiske sortskjorter i Rom, mens Mussolini dannede sin koalitionsregering.

## Baggrund
I marts 1919 grundlagde Benito Mussolini den første italienske kampgruppe (Fasci Italiani di Combattimento, FIC) ved begyndelsen af det såkaldte Biennio rosso (dansk: 'to røde år'), en toårig social konflikt mellem Det Italienske Socialistparti (PSI) og den liberale og konservative herskende klasse. Mussolini led et nederlag ved valget i november 1919.
Under de "to røde år" var der talrige strejker, protester mod stigninger i leveomkostningerne, besættelser af fabrikker og jord af industriarbejdere eller landbrugsarbejdere, og andre former for sammenstød mellem socialister på den ene side og jordejere og virksomhedsejere på den anden side. Regeringen forsøgte at spille rollen som neutral mægler, hvilket dog ikke tilfredsstillede nogle af siderne. Dele landets lokale elite følte sig sårbare og etablerede en alliance med den lille fascistiske bevægelse, som indeholdt mange veteraner fra 1. verdenskrig og havde et ry for vold, i håb om at bruge fascistiske paramilitære grupper til at ødelægge socialistiske organisationer.
Siden 1919 havde fascistiske militser – kendt som squadristi eller "Sortskjorter" på grund af deres uniformer – ofte angrebet socialistiske politikere og militante. I august 1920 blev sortskjorte-militsen brugt til at bryde generalstrejken, der opstod på Alfa Romeo-fabrikken i Milano, mens sortskjorterne i november 1920 – efter mordet på Giulio Giordani (en højreorienteret kommunalbestyrelsesmedlem i Bologna) – var aktive i undertrykkelsen af den socialistiske bevægelse, som omfattede en stærk anarko-syndikalistisk komponent, især i Po-dalen.
Lokalvalgene i 1920 blev vundet af socialisterne i mange byer og landsbyer over hele Italien, og som reaktion herpå angreb fascistiske militser fagforeningsorganisatorer og kommunale administratorer, hvilket gjorde det svært for lokale regeringer at fungere. Et lokalt medlem fra byen Budrio sendte et telegram til premierministeren i oktober 1921 for at rapportere, at fascisterne reelt havde overtaget magten, at "fagforeninger og socialistiske klubber [var] beordret til at opløse sig selv inden for 48 timer eller stå over for fysisk ødelæggelse," og at "byens liv er lammet, myndighederne magtesløse". Lignende situationer opstod også i andre byer i Nord- og Centralitalien fra 1920 til 1922. Politiet undlod gentagne gange at gribe ind over for fascistisk vold, og i nogle tilfælde støttede politibetjente åbent fascisterne og forsynede dem med våben.
Ved parlamentsvalget i 1921 stillede fascisterne op inden for Giovanni Giolittis Nationale Blokke – en antisocialistisk koalition af liberale, konservative og fascister. Fascisterne vandt 35 pladser, og Mussolini blev valgt ind i parlamentet for første gang.
Efter få uger trak Mussolini sin støtte til Giolitti og hans Italienske Liberale Parti (Partito Liberale Italiano, PLI) tilbage og forsøgte at indgå en midlertidig våbenhvile med socialisterne ved at underskrive den såkaldte "Pacifikationspagt" i sommeren 1921. Pagten førte til mange protester fra de radikale medlemmer af den fascistiske bevægelse, ledet af lokale ledere som Roberto Farinacci, der var kendt som Ras. I juli 1921 forsøgte Giolitti at opløse sortskjorterne, men det mislykkedes. Pagten med socialisterne blev annulleret under den Tredje Fascistiske Kongres den 7.-10. november 1921, hvor Mussolini promoverede et nationalistisk program og omdøbte sin bevægelse til Det Nationale Fascistiske Parti (PNF), som havde 320.000 medlemmer ved udgangen af 1921.
I august 1922 blev en antifascistisk generalstrejke organiseret over hele landet af socialisterne. Mussolini erklærede, at fascisterne selv ville undertrykke strejken, hvis regeringen ikke øjeblikkeligt greb ind for at stoppe den, hvilket gjorde ham i stand til at positionere Fascistpartiet som en forsvarer af lov og orden. Den 2. august, i Ancona, rykkede fascistiske grupper ind fra landdistrikterne og jævnede alle bygninger besat af socialister med jorden. Dette blev derefter gentaget i Genova og andre byer.
I Milano, den 3. og 4. august, var der gadekampe mellem socialister og fascister. Fascisterne ødelagde trykkemaskinerne på den socialistiske avis Avanti! og brændte dens bygninger. Derefter – med støtte fra lokale virksomhedsejere – overtog de det lokale styre og fordrev den valgte socialistiske administration fra rådhuset.
Den italienske nationale regering i Rom foretog sig intet for at reagere på disse udviklinger, og dens passivitet fik Mussolini til at planlægge en march mod Rom. Fra deres nye magtbase i Milano samlede fascisterne finansiel støtte fra store virksomheder, der var fast besluttet på at bekæmpe "strejker, bolsjevisme og nationalisering". En delegation fra den italienske industris hovedforbund mødtes med Mussolini to dage før Marchen mod Rom. Et par dage før marchen rådførte Mussolini sig også med den amerikanske ambassadør Richard Washburn Child om, hvorvidt den amerikanske regering ville gøre indsigelse mod fascistisk deltagelse i en fremtidig italiensk regering, og Child gav ham amerikansk støtte. Da Mussolini erfarede, at premierminister Luigi Facta havde givet Gabriele D'Annunzio til opgave at organisere en stor demonstration den 4. november 1922 for at fejre den nationale sejr under krigen, besluttede han straks at iværksætte Marchen.

## Marchen
Den 24. oktober 1922 erklærede Mussolini foran 60.000 militante ved et fascistisk stævne i Napoli: "Vores program er simpelt: vi ønsker at styre Italien." Den følgende dag blev Quadrumvirs, bestående af Emilio De Bono, Italo Balbo, Michele Bianchi og Cesare Maria de Vecchi, udpeget af Mussolini til at lede marchen, mens han selv tog til Milano. Han deltog ikke fysisk i marchen, selvom han tillod, at der blev taget billeder af ham, hvor han marcherede sammen med de fascistiske demonstranter, og han tog til Rom den næste dag. Generalerne Gustavo Fara og Sante Ceccherini assisterede med forberedelserne til Marchen den 18. oktober. Andre arrangører af marchen inkluderede Dino Perrone Compagni og Ulisse Igliori.
Den 26. oktober advarede den tidligere premierminister Antonio Salandra den daværende premierminister, Luigi Facta, om, at Mussolini krævede hans afgang, og at han forberedte sig på at marchere mod Rom. Facta troede dog ikke på Salandra og mente, at Mussolini kun ville blive minister i hans regering. For at imødegå truslen fra de fascistiske tropper, der nu samlede sig uden for Rom, beordrede Luigi Facta (som var trådt tilbage, men fortsat bevarede magten) undtagelsestilstand for Rom. Efter tidligere samtaler med kongen om undertrykkelse af fascistisk vold var han sikker på, at kongen ville give sit samtykke. Kong Victor Emanuel III nægtede dog at underskrive den militære ordre.
Om morgenen den 28. oktober modtog Mussolini i Milano en delegation af støttende industrifolk i Il Popolo d'Italia's hovedkvarter, som indtrængende anmodede ham om at finde et kompromis med Antonio Salandra. Mussolini blev derefter foreslået at regere sammen med Salandra. Dette afviste han dog.
Den 30. oktober overdrog kongen magten til Mussolini, som blev støttet af militæret, erhvervslivet og højrefløjen.
Selve marchen bestod af færre end 30.000 mænd, men kongen frygtede til dels en borgerkrig, da squadristi allerede havde taget kontrol over Po-sletten og det meste af landet. Ligeledes blev fascismen ikke længere blev set som en trussel mod etablissementet. Mussolini blev bedt om at danne sit kabinet den 29. oktober 1922, mens omkring 25.000 sortskjorter paradere i Rom. Mussolini opnåede således magten lovligt, i overensstemmelse med Statuto Albertino, den italienske forfatning. Marchen mod Rom var ikke den magtovertagelse, som fascismen senere fejrede, men snarere den udløsende kraft bag en magtoverdragelse inden for forfatningens rammer. Denne overgang blev muliggjort af offentlige myndigheders overgivelse i lyset af fascistisk intimidering. Mange erhvervs- og finansledere troede, at det ville være muligt at manipulere Mussolini, hvis tidlige taler og politikker understregede fri markedsøkonomi og laissez-faire økonomi. Dette viste sig at være alt for optimistisk, da Den Store Depression ramte Italien sammen med resten af verden i 1929, og Mussolini reagerede på den ved at øge statens rolle i økonomien for at undgå en bankkrise. I 1934 var Istituto per la Ricostruzione Industriale (Instituttet for Industriel Genopbygning) blevet oprettet for at redde, restrukturere og finansiere banker og private virksomheder, der gik konkurs under Den Store Depression, og i 1937 var dette institut blevet en stor aktionær i italiensk industri, idet det kontrollerede al kapital i den militære stålsektor, 40% af ikke-militært stål og 30% af den elektriske industri.
Tilbage i 1922, i efterdønningerne af Marchen mod Rom, foregav Mussolini at være villig til at acceptere en lavere ministerpost i et Giolitti- eller Salandra-kabinet, men krævede derefter formandskabet for Ministerrådet. Af frygt for en konflikt med fascisterne overdrog den herskende klasse således magten til Mussolini, som fortsatte med at indføre diktaturet efter mordet den 10. juni 1924 på Giacomo Matteotti – der netop havde færdiggjort bogen Fascisterne Afsløret: Et År med Fascistisk Herredømme – udført af Amerigo Dumini, anklaget for at være leder af den "italienske Ceka", selvom der ikke er bevis for, at en sådan organisation eksisterede.